# Domaine Joly-De Lotbinière
Pour les articles homonymes, voir Lotbinière.
Le Domaine Joly-De Lotbinière est un parc-jardin de style pittoresque situé sur le bord du fleuve Saint-Laurent à la Pointe-Platon entre Sainte-Croix et Lotbinière au Québec. Aménagé au milieu du XIXe siècle par la famille Joly de Lotbinière, il est classé site historique et monument historique en 1999 et est désigné lieu historique national du Canada en 2003. Le site comprend 12 bâtiments anciens et onze jardins thématiques présentant plus de 2 300 variétés de végétaux.  

## Historique

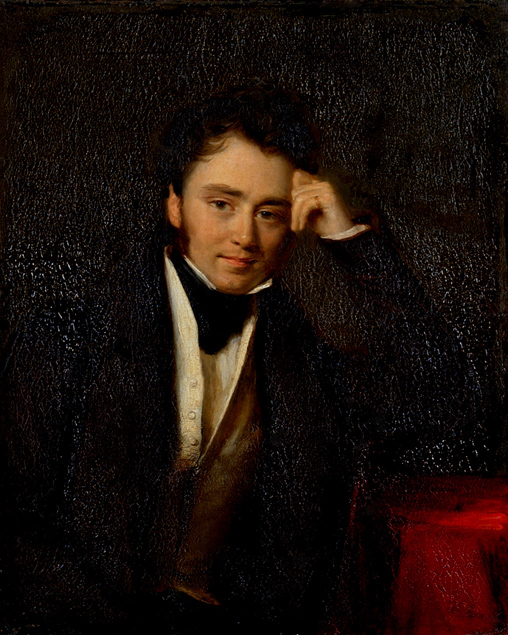
Pierre-Gustave Joly en 1828.

La seigneurie de Lotbinière, qui est située à l'ouest de la pointe, a été concédée à René-Louis Chartier de Lotbinière. Ce dernier, n'habitant pas la seigneurie décida de confier son administration à régisseur, méthode administrative qui se perpétua sur cinq générations jusqu'en 1821. À la mort de Michel-Eustache-Gaspard-Alain Chartier de Lotbinière, ses trois seigneuries, soit celles de Rigaud, de Vaudreuil et de Lotbinière ont été laissées en héritage à leurs trois filles. Ces dernières, qui étaient belles, cultivées, intelligentes et riches sont devenues rapidement la coqueluche des salons de Québec, où elles ont obtenu le surnom des « trois Grâces » ou des « trois cannelles » ce dernier provenant du prix de cette épice à l'époque. Julie-Christine fit la rencontre de Pierre-Gustave Joly, un homme d'affaires français né en Suisse, lors de l'un de ses salons en 1827. Elle l’épouse l'année suivante. Suivant le conseil de sa mère, elle conserve la seigneurie en séparation de bien, mais cède la gérance à son mari.

### Choix et construction du domaine
Après un séjour de deux ans à Épernay, en France, Pierre-Gustave Joly rentre au Bas-Canada pour s’acquitter de son rôle de seigneur. Il remarque dès ses premières visites dans la seigneurie le site de la pointe Platon, qu'il trouve « d'une rare beauté ». Cependant, cette dernière est située dans la seigneurie voisine de Sainte-Croix. Il négocie de nombreuses années avec le censitaire de la pointe. Il réussit à acheter la terre en 1846. Il fait construire la même année un quai et une résidence où loge le gardien de ce dernier.

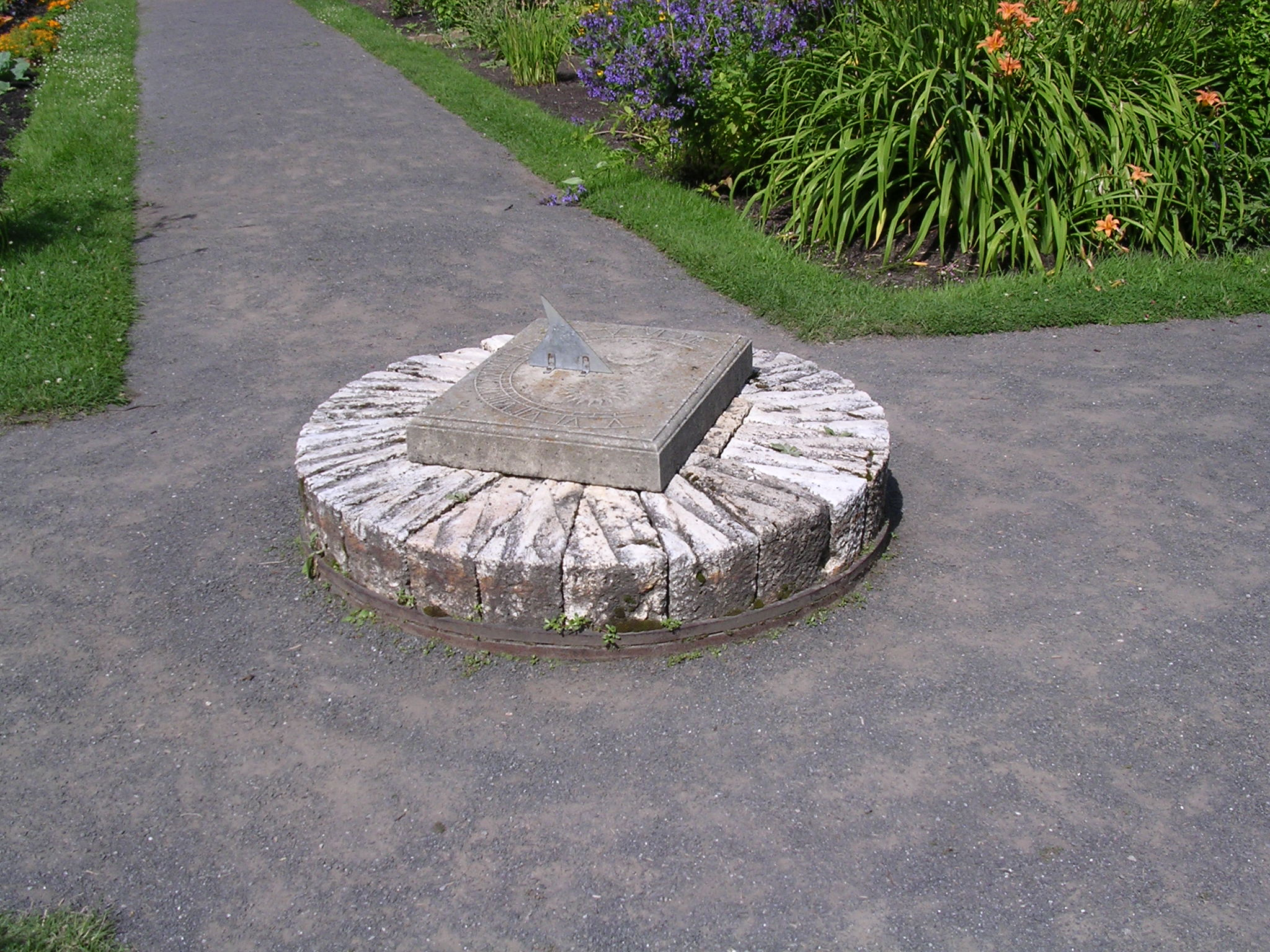
Cadran solaire dans les jardins

Ce dernier fait bâtir en 1851 une résidence d'été de deux étages, qu'il nomme Maple House, selon les principes esthétiques du mouvement pittoresque. La maison des serviteurs a été ajoutée en 1852. La remise à voiture, le poulailler, et le laboratoire ont été construits dans les années suivantes. Cette dernière bâtisse servit aux nombreux intérêts de Pierre-Gustave, sur le mouvement des planètes, les marées, les minéraux, les pierres précieuses et les métaux, ainsi que les découvertes technologiques. Il y entreprit aussi des expériences scientifiques en chimie.
Dans le but de mettre fin à l'une des dernières seigneuries du régime seigneurial, le gouvernement du Québec exproprie à la seigneurie de Lotbinière et le domaine à Edmond Joly de Lotbinière en 1967. Le domaine tombe entre les mains de plusieurs ministères et est ouvert au public à partir de 1984. En 1998, il est cédé à la fondation du Domaine Joly-De Lotbinière.  Le domaine et le manoir ont été classés simultanément site patrimonial et immeuble patrimonial le 3 juin 1999,. Le domaine a été désigné lieu historique national du Canada, le 30 juin 2003.